# ソガ語
ソガ語（ソガご、ソガ語: Lusoga、英: Soga language、Lusoga、Olusoga）は、バントゥー語群に属する言語である。ウガンダ南東部のブソガに居住するソガ族の人々によって話されている言語である。話者数は約300万人で、ウガンダでは英語、スワヒリ語、ガンダ語についで話者が多い。
言語学的分類でケニィ語（Kenyi）と近い関係にある（語彙の類似度81%）。
言語名別称としてルソガ（Lusoga）またはルソガ語と表記される。ソガ語は声調言語である。

## 方言
- Tenga (xog-ten)
- Lamogi (xog-lam)
- Gabula (xog-gab)